# DSSS
Raspršenje spektra direktnim postupkom ili raspršenje spektra izravnim slijedom (kratica: DSSS od eng. direct-sequence spread spectrum) tehnika je modulacije u telekomunikacijama. Kao i kod ostalih tehnika modulacije raspršenjem spektra, pojasna širina prenesenog signala je veća nego frekvencijski spektar osnovnog signala.